# 真・三國無双 VS
『真・三國無双 VS』（しんさんごくむそう バーサス）は、コーエーテクモゲームスから2012年4月26日に発売されたニンテンドー3DS用アクションゲームソフト。
キャッチコピーは「マルチプレイ一騎当千」。

## システム
最大4人までのマルチプレイが楽しめるVSモードと、エディット武将によるストーリーモードを収録。VSモードはローカルプレイおよびインターネット対戦に対応している。
一騎討ちで素早いコマンド入力やスライドパッド回転、タイミングに合わせてボタンを押す「無双ラッシュ」、武将毎に異なる特殊能力を発揮する「無双スキル」、武将の組み合わせによって発動可能な「チームスキル」などを搭載。
無双武将の総数は『真・三國無双6 猛将伝』から大幅に減少し、1勢力6人・総計30人となった。キャラクターのモーションは『無双OROCHI 2』に準拠し、ジャンプチャージが復活したがEX攻撃は廃止された。チャージ攻撃はボタンを押し続けることで威力の増した「強攻撃」となり、どのチャージ攻撃でも敵のガードを崩せるようになる。
プラットフォームとなる任天堂とのコラボレーションアイテムとして「リンクの服」とサムス・アランの「ゼロスーツ」が登場する。

## 登場キャラクター

### 魏
夏侯惇（かこうとん）（声：中井和哉）
曹操（そうそう）（声：岸野幸正）
夏侯淵（かこうえん）（声：徳山靖彦）
曹丕（そうひ）（声：神奈延年）
甄姫（しんき）（声：住友優子）
賈詡（かく）（声：石川英郎）

### 呉
周瑜（しゅうゆ）（声：吉水孝宏）
陸遜（りくそん）（声：野島健児）
孫尚香（そんしょうこう）（声：宇和川恵美）
孫堅（そんけん）（声：徳山靖彦）
孫策（そんさく）（声：河内孝博）
孫権（そんけん）（声：菅沼久義）

### 蜀
趙雲（ちょううん）（声：小野坂昌也）
関羽（かんう）（声：増谷康紀）
張飛（ちょうひ）（声：掛川裕彦）
諸葛亮（しょかつりょう）（声：小野坂昌也）
劉備（りゅうび）（声：遠藤守哉）
姜維（きょうい）（声：菅沼久義）

### 晋
司馬懿（しばい）（声：滝下毅）
司馬師（しばし）（声：置鮎龍太郎）
司馬昭（しばしょう）（声：岸尾だいすけ）
王元姫（おうげんき）（声：伊藤かな恵）
鄧艾（とうがい）（声：小原雅人）
鐘会（しょうかい）（声：会一太郎）

### その他
袁紹（えんしょう）（声：龍谷修武）
董卓（とうたく）（声：堀之紀）
張角（ちょうかく）（声：川津泰彦）
孟獲（もうかく）（声：幸野善之）
呂布（りょふ）（声：稲田徹）
貂蝉（ちょうせん）（声：小松里歌）

### ゲストキャラクター
真田幸村 ※戦国無双より（声：草尾毅）
石田三成 ※戦国無双より（声：竹本英史）
直江兼続 ※戦国無双より（声：高塚正也）
リュウ・ハヤブサ ※NINJA GAIDENより（声：堀秀行）
あやね ※NINJA GAIDENより（声：山崎和佳奈）

## モード

### VSモード
選択した3人のプレイヤー武将で戦場の拠点を奪取していき、敵の本陣を落とすか、敵プレイヤー武将をすべて倒すと勝利となる。
1VS1、2VS2、1VS1VS1、1VS1VS1VS1など対戦パターンを選べる（CPUの参戦も可能）。

### ストーリーモード
作成したマイ武将が英傑達との議論に参加。議題に出た過去の合戦を振り返ることで、合戦を追体験するという趣向になっている。
撃破した敵の数やミッションの成功数、ステージ毎の戦功目標クリアにより貯まる「武勲」を消費することで、VSモードのステージが解禁されていく。